# Toxospathius brevicollis
Toxospathius brevicollis är en skalbaggsart som beskrevs av Gilbert John Arrow 1934. Toxospathius brevicollis ingår i släktet Toxospathius och familjen Melolonthidae. Inga underarter finns listade i Catalogue of Life.